# Schlüsselraum (Kryptologie)
Schlüsselraum (englisch key space) ist ein Begriff aus der Kryptographie und bezeichnet die Menge aller für ein Verschlüsselungsverfahren möglichen Schlüssel. Die Größe des Schlüsselraums beziffert die Anzahl aller Schlüssel und wird auch als die Schlüsselanzahl bezeichnet. Ein logarithmisches Maß der Größe des Schlüsselraums ist die Schlüssellänge, die in Bit angegeben wird.

## Größe des Schlüsselraums
Eine ausreichende Größe des Schlüsselraums ist eine wichtige und notwendige Bedingung für die Sicherheit eines kryptographischen Verfahrens. Sie allein bietet jedoch keinen hinreichenden Schutz vor unbefugter Entzifferung (Knacken). Bei kryptographisch schwachen Verschlüsselungsverfahren kann es einem Angreifer gelingen, Abkürzungen zu entdecken, die ihm das Finden des Schlüssels ermöglichen, ohne dazu alle möglichen Schlüssel ausprobieren zu müssen. Ein Beispiel dafür ist die Mustersuche als kryptanalytische Angriffsmethode auf Geheimtexte, die per monoalphabetischer Substitution verschlüsselt wurden. Obwohl, bei einem Geheimalphabet mit beispielsweise 26 Zeichen (entsprechend den 26 Großbuchstaben des üblichen lateinischen Alphabets), der Schlüsselraum 26! (Fakultät) beträgt, das sind ungefähr 4·1026 mögliche Schlüssel, gelingt hier die Entzifferung relativ mühelos und ohne erschöpfende Suche (auch genannt: Exhaustion oder Brute Force).

Ein Zeichenvorrat

Bei Passwörtern ergibt sich der Schlüsselraum aus der Anzahl der erlaubten Zeichen (dem Zeichenvorrat) und der Länge des Passworts. Grundsätzlich sind längere Passwörter sicherer als kurze. Der Schlüsselraum berechnet sich aus den möglichen Variation der Zeichen. Sind beispielsweise alle 26 Buchstaben des Alphabets in Groß- und Kleinschreibung erlaubt sowie die 10 Ziffern und 12 Sonderzeichen, in Summe also 74 unterschiedliche Zeichen möglich, dann gibt es für ein Passwort der Länge 4 lediglich {\displaystyle 74^{4}\approx 3{,}00\cdot 10^{7}} Möglichkeiten, also rund 30 Millionen. Verwendet man jedoch ein Passwort mit 10 Zeichen Länge, so ist der Schlüsselraum bereits {\displaystyle 74^{10}\approx 4{,}92\cdot 10^{18}}.
Eine Umrechnung in Bit ergibt:
- {\displaystyle \log _{2}(74^{4})\approx 25\,{\text{Bit}}} für ein Passwort der Länge 4 (aus Groß- und Kleinbuchstaben, den Ziffern und zwölf Sonderzeichen).
- {\displaystyle \log _{2}(74^{10})\approx 62\,{\text{Bit}}} für ein Passwort der Länge 10 (aus Groß- und Kleinbuchstaben, den Ziffern und zwölf Sonderzeichen).
- {\displaystyle \log _{2}(26!)\approx 88\,{\text{Bit}}} für ein monoalphabetische Verschlüsselung (nur Großbuchstaben).

## Andere Bedeutungen

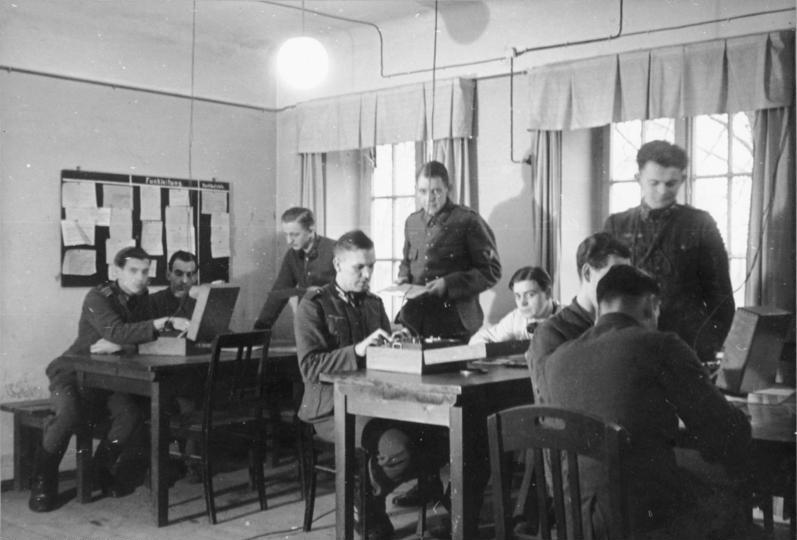
Sprachlich zu unterscheiden ist zwischen dem Schlüsselraum als Menge aller möglichen Schlüssel und einem Schlüsselraum wie im Bild, das Soldaten des Geheimen Funkmeldedienstes des OKW beim Ver- oder Entschlüsseln von Nachrichten mithilfe der Schlüsselmaschine Enigma zeigt

- Nicht verwechselt werden darf diese Bedeutung des Begriffs mit einem Schlüsselraum (Bild) (auch: Verschlüsselungsraum;[4] selten auch: Chiffrierzimmer), in dem Nachrichten ver- oder entschlüsselt werden, im Kryptologie-Jargon allgemein formuliert also „geschlüsselt“ werden.

- Ferner ist Schlüsselraum eine Bezeichnung für ein Zimmer, in dem Schlüssel aufbewahrt werden, beispielsweise an Schlüsselbrettern.

- Mit wieder anderer Bedeutung wird Schlüsselraum (auch: Schlüsselzone) in der Geographie, Raumplanung oder Militärstrategie benutzt. Dort bezeichnet man damit eine Zone oder einen geographischen Raum, dem eine Schlüsselfunktion etwa zur Industrie- oder Stadtentwicklung oder zur Raumverteidigung zugeschrieben wird.